# Baby Blues (Comic)
Baby Blues ist eine US-amerikanische Comicstrip-Serie, die seit dem 7. Januar 1990 von Rick Kirkman und Jerry Scott produziert wird. Sie ist oder war in vielen deutschsprachigen Tageszeitungen (u. a. Die Rheinpfalz, Gießener Anzeiger, Grenz-Echo, Kurier, Märkische Oderzeitung, Passauer Neue Presse, Rhein-Zeitung, tz, Waiblinger Kreiszeitung) zu finden. In den Jahren 2000 bis 2002 wurde eine gleichnamige Zeichentrickserie produziert.

## Charaktere
Die Besetzung besteht hauptsächlich aus drei Familien (Angaben aus dem US-amerikanischen Original sind kursiv gesetzt):

### Hauptfamilie Meier
- Barbara „Babs“ Meier (Wanda Wizowski-MacPherson): Die Mutter. Sie hatte mal einen Job, muss jetzt aber zu Hause bleiben, um sich um die Kinder zu kümmern. Sie ist wegen ihrer „Mutterbürde“ ziemlich frustriert und eifersüchtig auf andere Mütter, weil sie glaubt, dass diese eine bessere Erziehungs- und Hausarbeit abliefern.
- Paul Meier (Darryl MacPherson): Der Vater. Arbeitet als Manager und ist an seiner ziemlich großen Nase zu erkennen. Er wird häufig von seinen Kindern an der Tür empfangen. Zunächst hält er das nur für nett, bis sich herausstellt, dass sie in den Fällen etwas ausgefressen haben.
- Susi Meier (Zoe Jennifer MacPherson): Die älteste Tochter, geboren am 7. Januar 1996 (7. Januar 1990). Mit ihrer Geburt beginnt die Serie. Sie ist ein ziemlich nerviges kleines Mädchen. Am liebsten ärgert sie ihren kleinen Bruder Timmi und beschwert sich über das Essen ihrer Mutter.
- Timotheus „Timmi“ Meier (Hamish MacPherson): Der Sohn, geboren an einem 29. April (29. April 1995). Er ist fasziniert von Lastwagen und weiß alles darüber. Er erzählt oft seiner Mutter, wenn Schwester Susi ihn ärgert. Er bringt auch gerne seine Schwester zur Weißglut, obwohl er selbst anscheinend gar nichts gemacht hat.
- Anna Meier (Wren MacPherson): Die jüngste Tochter, geboren an einem 26. Oktober. Sie ist (im Moment) noch ein Baby.

### Familie White
Die Nachbarsfamilie: Die Mutter namens Bini ist oft Objekt von Babs’ Eifersucht, weil sie in allen Dingen perfekt zu sein scheint (Körper, Lebensart). Paul und Mr. White sind mehr oder weniger gut befreundet. Die Whites haben drei Kinder: Benny und die Zwillinge Balduin Arthur und Balduin Artur.

### Familie Black
Eine befreundete Familie der Familie Meier: Yolanda Black ist die beste Freundin von Babs und kann sich immer deren Probleme anhören. Die beiden Väter sind auch gut befreundet.

### Andere wiederkehrende Charaktere
- Wizowski-Verwandtschaft: Barbaras Eltern (Vater: Hugo) und ihre Schwester Monika, die oft zu Besuch kommen.
- Meier-Verwandtschaft: Pauls Eltern (Mutter: Elke). Der Vater verwöhnt seine Enkelkinder mit Süßigkeiten, was aber von seiner Gattin nicht gerade gerne gesehen wird. Auch diese beiden kommen ab und zu mal vorbei.
- Kiki: Die Babysitterin der Familie Meier. Sie hat sechs Geschwister und begann im Alter von drei Jahren mit dem Windelnwechseln.
- Herr Daus: Susis Grundschullehrer. Er muss mit Susis Schlagfertigkeit zurechtkommen.

## Auf Deutsch veröffentlichte Bände
Die Bände erschienen zunächst im Achterbahn Verlag, derzeit werden sie beim Lappan Verlag, der seit 2015 Teil der Carlsen Verlag GmbH ist, veröffentlicht. Üblicherweise erscheint pro Jahr eine neue Ausgabe; die älteren Bände werden bei Lappan nachgedruckt, zum Teil als Sammelbände.
| Nr. | Jahr | Titel                                                                            | Verlag (Erstveröffentlichung)  | Anmerkungen |
| 0   | 2005 | Baby Blues: Ganz schön schwanger!                                                | Achterbahn Verlag              | Nach Band 7 veröffentlicht; Inhalt zuvor in den Einzelbänden Baby Blues (1996) und Zeit für Baby Blues (1997) erschienen |
| 1   | 1998 | Alles dreht sich um Baby Blues                                                   | Achterbahn AG                  | |
| 2   | 1999 | Baby Blues: Nächte des Grauens                                                   | Achterbahn AG                  | |
| 3   | 2000 | Baby Blues: Tage des Terrors                                                     | Achterbahn AG                  | |
| 4   | 2001 | Baby Blues: Wer zuletzt lacht …                                                  | Achterbahn AG                  | Erster farbiger Band |
| 5   | 2002 | Baby Blues: Unplugged                                                            | Achterbahn AG                  | |
| 6   | 2003 | Baby Blues: Armer Papa                                                           | Achterbahn Verlag              | |
| 7   | 2004 | Baby Blues: Mama ist die Beste!                                                  | Achterbahn Verlag              | |
| 8   | 2006 | Baby Blues: Oje, es sieht dir ähnlich!                                           | Achterbahn Verlag              | |
| 9   | 2007 | Baby Blues: Wenn ich doch eine Hausfrau bin, warum sitze ich dann immer im Auto? | Achterbahn im Lappan Verlag    | |
| 10  | 2008 | Baby Blues: Zwei + Eins = reicht (erst mal)                                      | Achterbahn im Lappan Verlag    | |
| 11  | 2009 | Baby Blues: Sie sind sooooooo süß!                                               | Achterbahn im Lappan Verlag    | |
| 12  | 2010 | Baby Blues: Die natürliche Unordnung                                             | Achterbahn im Lappan Verlag    | |
| 13  | 2011 | Baby Blues: Unser Server ist down                                                | Achterbahn im Lappan Verlag    | |
| 14  | 2012 | Baby Blues: Der ganz normale Familienwahnsinn                                    | Lappan Verlag                  | |
| 15  | 2013 | Baby Blues: Wir waren zuerst hier!                                               | Lappan Verlag                  | |
| 16  | 2014 | Baby Blues: Attacke! aus dem Kinderzimmer                                        | Lappan Verlag                  | |
| 17  | 2016 | Baby Blues: Chaos pur!                                                           | Lappan Verlag (Carlsen Verlag) | |
| 18  | 2018 | Baby Blues: … und Schnitt!                                                       | Lappan Verlag (Carlsen Verlag) | |
| 19  | 2020 | Baby Blues: Krass!                                                               | Lappan Verlag (Carlsen Verlag) | |

## Trickserie
Im Jahr 2000 entstand in den USA die achtteilige Trickfilmstaffel Baby Blues, die zwei Jahre später um eine zweite Staffel, bestehend aus vier Episoden, erweitert wurde. Die Originalstimmen wurden u. a. von Mike O’Malley (Darryl MacPherson/Paul Meier) und von Julia Sweeney (Wanda Wizowski-MacPherson/Barbara „Babs“ Meier) gesprochen.